# Талпегокен Тауншип (округ Беркс, Пенсільванія)
Талпегокен Тауншип (англ. Tulpehocken Township) — селище (англ. township) в США, в окрузі Беркс штату Пенсільванія. Населення — 3415 осіб (2020).

## Демографія
Згідно з переписом 2010 року, у селищі мешкали 3274 особи в 1044 домогосподарствах у складі 816 родин. Було 1116 помешкань
Расовий склад населення:
| - 93,8 % — білих - 1,8 % — чорних або афроамериканців - 0,5 % — корінних американців - 0,1 % — азіатів - 2,5 % — осіб інших рас |

До двох чи більше рас належало 1,3 %. Частка іспаномовних становила 4,6 % від усіх жителів.
За віковим діапазоном населення розподілялося таким чином: 26,8 % — особи молодші 18 років, 62,9 % — особи у віці 18—64 років, 10,3 % — особи у віці 65 років та старші. Медіана віку мешканця становила 35,4 року. На 100 осіб жіночої статі у селищі припадало 122,4 чоловіків;  на 100 жінок у віці від 18 років та старших — 124,5 чоловіків також старших 18 років.
Середній дохід на одне домашнє господарство  становив 69 156 доларів США (медіана — 52 148), а середній дохід на одну сім'ю — 75 558 доларів (медіана — 55 714). Медіана доходів становила 39 875 доларів для чоловіків та 35 208 доларів для жінок. За межею бідності перебувало 15,5 % осіб, у тому числі 19,7 % дітей у віці до 18 років та 8,9 % осіб у віці 65 років та старших.
Цивільне працевлаштоване населення становило 1476 осіб. Основні галузі зайнятості: виробництво — 18,9 %, освіта, охорона здоров'я та соціальна допомога — 17,0 %, роздрібна торгівля — 13,4 %, будівництво — 12,3 %.